# Lucas Vázquez
Lucas Vázquez Iglesias (Curtis, 1 de julho de 1991) é um futebolista espanhol que atua como lateral-direito e ponta-direita. Atualmente está sem clube.

## Clubes

### Real Madrid
Integra o Real Madrid desde as categorias de base. Estreou na equipe principal no dia 25 de julho de 2015, num amistoso de pré-temporada contra o Real Oviedo, quando também marcou um gol.
No dia 2 de julho de 2015, Vázquez regressou ao clube e firmou um vínculo por cinco temporadas.
No dia 14 de Janeiro de 2021, com uma atuação desastrosa de Lucas Vázquez, o Real Madrid perdeu por 2 a 1 para o Athletic Bilbao, pela semifinal da Supercopa da Espanha, e foi eliminado do torneio.

#### Empréstimo ao Espanyol
Na temporada 2014–15 foi emprestado ao Espanyol, com opção de compra ao final.

#### 2024–25
No final da temporada, após 18 anos de clube, Vázquez se despediu da equipe merengue. Ele chegou ao Real em 2007, ainda nas categorias de base. Lucas Vázquez fez 402 jogos com a camisa do Real Madrid, marcou 38 gols e contribuiu com 78 assistências.

## Seleção Espanhola
Mesmo sem ter disputado nenhuma partida pela Seleção Espanhola, foi convocado para a disputa da Eurocopa de 2016. Estreou no dia 7 de junho de 2016, em um amistoso contra a Geórgia.

## Títulos
Real Madrid
- Liga dos Campeões da UEFA: 2015–16, 2016–17, 2017–18, 2021–22, 2023–24
- Supercopa da UEFA: 2016, 2017, 2022, 2024
- Copa do Mundo de Clubes da FIFA: 2016, 2017, 2018
- Campeonato Espanhol: 2016–17, 2019–20, 2021–22, 2023–24
- Supercopa da Espanha: 2017, 2019–20, 2021–22
- Copa do Rei: 2022–23
- Copa Intercontinental da FIFA: 2024